# Temple de Barran

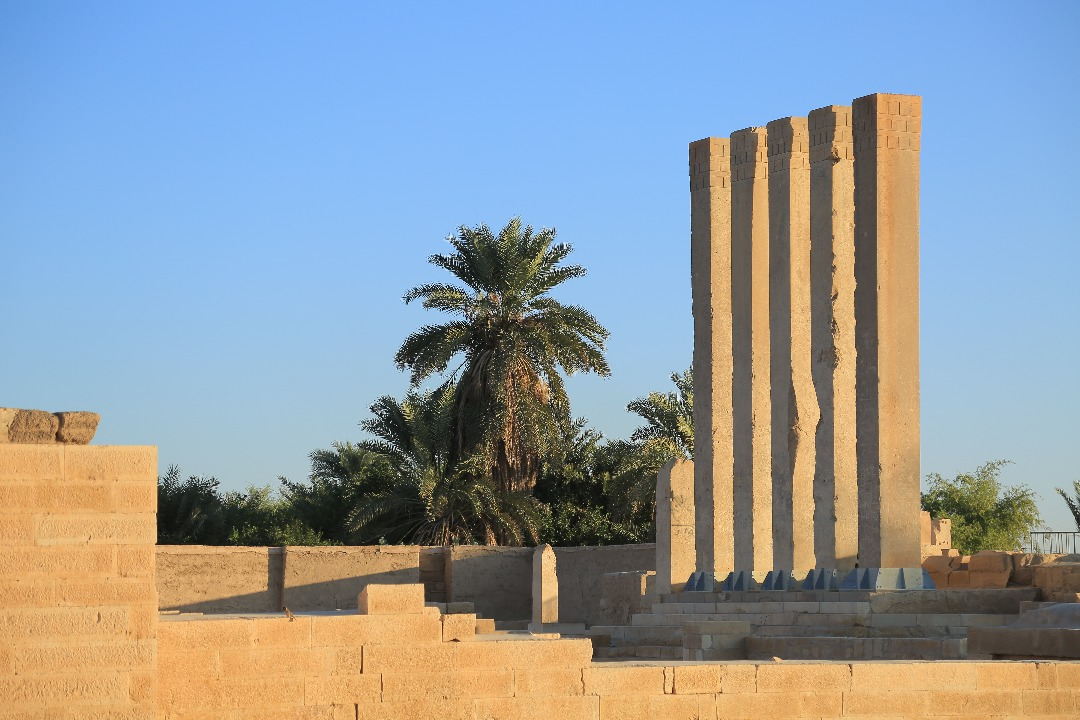
Temple de Barran a la governació de Marib, 2017.

El temple de Barran (àrab: معبد بران, maʿbad Barrān) és un temple sabeu situat prop de Marib, al Iemen, també conegut com Tron de Balquís (àrab: عرش بلقيس, ʿArx Balqīs). Es remunta al segle x aC i estava dedicat al déu Almaqah.
L'any 2023, juntament amb altres monuments de l'antic Regne de Sabà, va ser afegit a la Llista del Patrimoni Mundial de la UNESCO.

## Context
El temple està situat a l'oest del temple d'Awwam, també dedicat al déu Almaqah. Les característiques principals de la construcció són les sis columnes i el pou sagrat al mig del pati. Fins a les excavacions de 1988, quan es van descobrir les restes d'una sisena columna, es creia que només en tenia cinc. El temple és considerat el temple preislàmic més gran del Iemen.
Va ser excavat en part per l'expedició de Wendell Phillips de 1951-1952. A més de funcions religioses, el conjunt pot haver servit també com a centre de documentació, ja que a les parets hi ha inscripcions que descriuen fets que tenen a veure amb la història de l'estat sabeu.